# Arnoul de France
Pour les articles homonymes, voir Arnoul.
Arnoul de France, ou Arnoul de Reims (Arnould, Arnoulf, Arnulf), né avant 967, mort le 5 mars 1021, fut un archevêque de Reims.

## Biographie

### Famille
C'était un fils bâtard du roi des Francs Lothaire, lui-même fils du roi des francs Louis IV d'Outremer.

### Carrière ecclésiastique
Il est nommé archevêque de Reims après la mort d'Adalbéron de Reims en janvier 989 par Hugues Capet, contre Gerbert d'Aurillac, futur pape Sylvestre II, avec la promesse que son oncle, Charles de Basse-Lotharingie rendra la cité de Laon au roi. 
Arnoul fut déposé en 991 après la capture de son oncle et protecteur, Charles de Basse-Lotharingie, mais fut remis sur le trône épiscopal en 995 à la suite de la défection de Gerbert d'Aurillac. Il y siégea jusqu'à sa mort en 1021.